# Comuna Åmot
Åmot este o comună din provincia Innlandet, Norvegia. Până la data de 1.1.2020 a aparținut provinciei Hedmark. 